# Baby blue (アイドリング!!!の曲)
『baby blue』（ベイビー・ブルー）は、日本の女性アイドルグループ・アイドリング!!!の楽曲。2009年4月29日にポニーキャニオンからリリースした、通算7枚目のシングル。楽曲は、雨夏とソングライター・鳥海剛史の共作。

## 背景・制作
前作のユニット曲『ベタな失恋〜渋谷に降る雪〜/遥かなるバージンロード』から、3か月半後に発表された。
アイドリング!!!名義のシングル『「職業:アイドル。」』のリリース以後、加藤沙耶香・小泉瑠美・江渡万里彩・滝口ミラ・ミシェル未来の5名が卒業し、3期生 橘ゆりか・大川藍・橋本楓が新加入しての15人編成による最初の作品である。
収録曲
表題曲は、雨夏（作詞）・鳥海剛史（作曲）の共作。しっとりした爽やかな、バラード調ポップスになっている。
c/w曲「草食系カーニバル」の編曲には、渡辺徹・日比野裕史の両名が初めて名を連ねており、以降当グループ楽曲の多くに関わっている。同「果汁30%オレンジジュースつぶつぶ入り」は、3期生加入前の時期から既にライブで披露されており、本作で新録された。作編曲は、グループのワンマンライブ・バンマスも務める内田"ucchy"悟。
収録メンバー
遠藤舞・外岡えりか・谷澤恵里香・フォンチー・横山ルリカ・森田涼花・河村唯・長野せりな・酒井瞳・朝日奈央・菊地亜美・三宅ひとみ・橘ゆりか・大川藍・橋本楓

## リリース
シングルCDは初回限定盤、通常盤の2形態でリリース。初回限定盤には、レギュラー出演している『アイドリング!!!』の特別映像（「3期生、アイドリング!!!に加入の瞬間! またも緊張、初顔合わせ!」「3期生ドッキドキの自己紹介!!!」）などを収録したDVDが付属。通常盤の初回生産分には、トレーディングカード（全15種の内ランダム1枚）の封入特典が付く。
特典企画
協力店舗でのみ先着購入者に「CDスリーブケース」を進呈する、コラボ企画を実施している。

## プロモーション
楽曲のプロモーションで、以下のメディアに出演した。
テレビ番組
- 男おばさん 燃えろ!デジタル部（2009年5月3日、フジテレビ）
- 勝利の女神4（2009年5月15日、チバテレビ）
- 魁!音楽番付〜JET〜（2009年5月27日、フジテレビ）

ラジオ番組
- レコメン!（2009年4月29日、文化放送）

主催イベント
発売を記念した握手会イベントが、以下の日時・場所で実施された。
- 2009年4月29日 - 5月3日 フジテレビ湾岸スタジオ

## ミュージック・ビデオ
ミュージック・ビデオはリリース後に、アイドリング!!!公式YouTubeチャンネルで、フルバージョンが無料公開された。また、次作「無条件☆幸福」の初回盤Bに付属するDVDにも収録されている。
ビデオディレクターは、真島ヒロシが担当した。劇中では、新加入の3期生 橘ゆりか・大川藍・橋本楓を中心にフィーチャーされている。なお、森田涼花は、スケジュールの都合により撮影に参加できず、劇中に登場していない。

## ライブ・パフォーマンス
収録曲は、以下のイベント等でライブ披露している。
- アイドリング!!! 4th LIVE 何かが起こる予感が…ング!!!（2009年1月18日、中野サンプラザ）
- アイドリング!!!@はちたまライブ（2009年4月26日ほか、フジテレビ球体展望室）
- 「baby blue」発売記念スタジオライブ（2009年4月29日、フジテレビ湾岸スタジオ）
- お台場合衆国2009（2009年7月18日 - 8月31日、フジテレビ本社屋）

## メディアでの使用
表題曲は以下のメディアで使用された。
- フジテレビ系『奇跡体験!アンビリバボー』2009年4月 - 7月度エンディングテーマ

## シングル収録トラック
| #         | タイトル                                 | 作詞      | 作曲          | 編曲               | 時間  |
| --------- | ---------------------------------------- | --------- | ------------- | ------------------ | ----- |
| 1.        | 「baby blue」                            | 雨夏      | 鳥海剛史      | 内田"ucchy"悟      | 4:19  |
| 2.        | 「草食系カーニバル」                     | 鳥海雄介  | YOO           | 渡辺徹、日比野裕史 | 2:58  |
| 3.        | 「果汁30%オレンジジュース つぶつぶ入り」 | 井筒大輔  | 内田"ucchy"悟 | 内田"ucchy"悟      | 2:28  |
| 4.        | 「baby blue」(Instrumental)              |           |               |                    | 4:19  |
| 合計時間: | 合計時間:                                | 合計時間: | 合計時間:     | 合計時間:          | 17:46 |

| #  | タイトル                                | 作詞 | 作曲・編曲 | ビデオディレクター |
| -- | --------------------------------------- | ---- | ---------- | ------------------ |
| 1. | 「baby blue」(ジャケット撮影メイキング) |      |            | 真島ヒロシ         |
| 2. | 「アイドリング!!!特別映像」             |      |            |                    |